# Марек, Зденек
Зденек Марек (чеш. Zdeněk Marek; 16 октября 1925, Простеёв — 29 марта 2019) — чехословацкий хоккеист, выступавший за сборную Чехословакии по хоккею. Чемпион мира и Европы 1949 года.

## Биография
Зденек Марек родился 16 октября 1925 года в Простеёве. Начал играть в хоккей в местном клубе, потом играл за пражский «Спартак Соколово» (нынешнюю «Спарту»), в 1948 году перешёл в другой пражский клуб АТК.
В 1949 году Марек выступал за национальную сборную Чехословакии по хоккею (всего за сборную провёл 3 матча, забросил 1 шайбу). На чемпионате мира и Европы 1949 года в Швеции завоевал золотые медали (сыграл на турнире 2 игры, забив 1 гол).
Сразу после окончания чемпионата мира не вернулся в Чехословакию. Свою роль в этом поступке сыграл негативный опыт жизни в коммунистическом режиме. Его родители владели большим жилым домом, рестораном и ночным клубом, которые были конфискованы коммунистическими властями страны. Известно, что в 2005 году, Зденек Марек проживал в США (в Нью-Йорке).

## Достижения
- Чемпион мира 1949
- Чемпион Европы 1949